# Taggsporig svedjeskål
Taggsporig svedjeskål (Plicaria carbonaria) är en svampart som beskrevs av Fuckel 1870. Taggsporig svedjeskål ingår i släktet Plicaria och familjen Pezizaceae. Arten är reproducerande i Sverige. Inga underarter finns listade i Catalogue of Life.